# Distrito de Cogo
Cogo es un distrito de Guinea Ecuatorial, en la parte central de la provincia Litoral, en la región continental del país. La capital del distrito es Cogo. El censo de 1994 mostraba 14 607 habitantes en el mismo.
El distrito de Cogo abarca los municipios de Cogo, Cabo San Juan y Corisco.